# Kinky boots

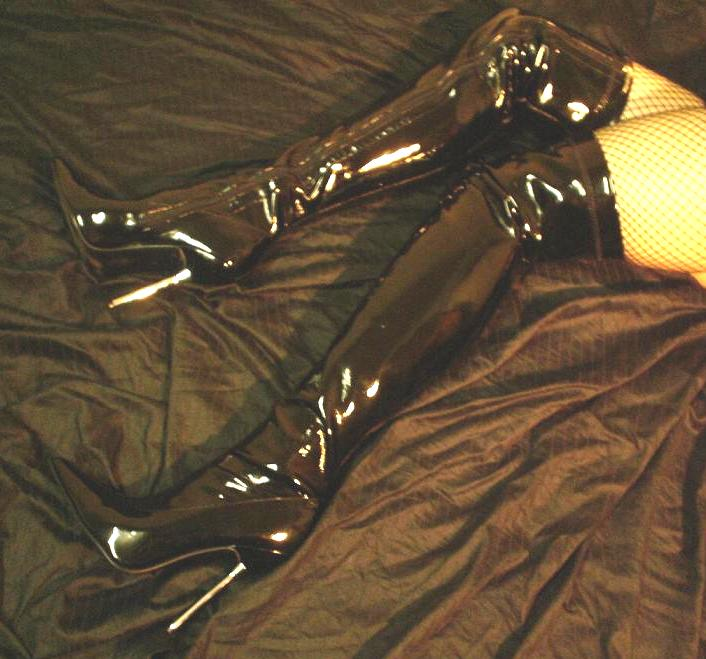
Kozaki Kinky

Kinky boots – rodzaj obuwia damskiego, popularnego w latach sześćdziesiątych w Wielkiej Brytanii.
Kinky boots były brytyjską odpowiedzią na rosnącą popularność amerykańskich butów go-go (wylansowanych przez Nancy Sinatrę w teledysku do piosenki "These Boots Are Made For Walking"). Typowe buty "kinky" to wykonane z czarnej połyskliwej skóry kozaki na wysokim obcasie. Obcas był także cechą odróżniającą je od butów go-go, mających wyraźnie niższy obcas.
Początkowo kinky boots rozpowszechniły się w środowiskach fetyszystów. Ich popularność wzrosła dopiero po założeniu ich przez Honor Blackman w serialu TV The Avengers w roku 1968, wtedy też ruszyła masowa produkcja różnokolorowych odmian.
Określenie kinky boots jest obecnie rzadko używane, podobnie jak amerykański odpowiednik (go-go boots), zaś samo obuwie jest najczęściej nazywane po prostu "wysokimi kozakami".